# Boubovia
Boubovia es un género de hongos de la familia Pyronemataceae.